# Trío Acaymo
El Trío Acaymo es un grupo musical originario de la isla de Tenerife que actúa en fiestas populares, interpretando temas propios y de otros autores, en su mayoría de los géneros musicales de la Isa, la Malagueña y la Folía.

## Historia
El Trío nace en Santa Cruz de Tenerife en 1968, con el nombre de Trío Santa Cruz. A principios de la década de 1970, el locutor de radio Juan Hernández le propuso sustituir el nombre de Trío Santa Cruz por Trío Acaymo, quedando con este último nombre formado por su vocalista María Olga Benavente y sus dos acompañantes como guitarrista y segunda voz José Luis Alayón Quintero y como requinto y tercera voz Aquilino González López. Entre sus canciones más conocidas se encuentran Y si esto no es una Isa, Viva Tenerife, Patroncita Canaria o La farola del mar, entre otras.